# Скендеровићи
Скендеровићи су насељено мјесто у општини Сребреница, Република Српска, БиХ. Према попису становништва из 1991. у насељу је живјело 249 становника.

## Становништво 1991.
По посљедњем службеном попису становништва из 1991. године, насељено мјесто Скендеровићи имало је 249 становника, сљедећег националног састава:
| Националност | 1991.      |
| Муслимани    | 249 (100%) |
| Укупно       |            |